# Dactuliophora tarrii
Dactuliophora tarrii är en svampart som beskrevs av C.L. Leakey 1964. Dactuliophora tarrii ingår i släktet Dactuliophora, ordningen Pleosporales, klassen Dothideomycetes, divisionen sporsäcksvampar och riket svampar.   Inga underarter finns listade i Catalogue of Life.